# Benjamin Österlund
Benjamin Österlund, född 1986, är en svensk pardansare. Tillsammans med sin danspartner Angelica Källström, född 1985, har han vunnit en rad nationella och internationella tävlingar inom BRR-danserna (bugg, boogie woogie, lindy hop, rock'n roll och dubbelbugg). Paret tävlar för Uppsala Bugg & Swing Society.
2003 vann de junior-SM i bugg. 2006 vann de SM i bugg. 2007 vann de EM i bugg liksom Nordiska mästerskapet i bugg. På VM kom de tvåa i bugg. 2008 vann de VM i jitterbug (IDO). De vann detta år även EM, Nordiska mästerskapen och SM i bugg. 2009 vann de SM i bugg samt VM i bugg.